# Jeremy Pargo
Pour les articles homonymes, voir Pargo.
Jeremy Pargo, né le 7 mars 1986 à Chicago, est un joueur américain de basket-ball.

## Biographie
Lors de sa saison junior (troisième année universitaire), en 2008, il est nommé Player of the Year de la West Coast Conference. La saison suivante, il figure en couverture du magazine Sports Illustrated pour l'édition 2009 de la March Madness (folie de mars), le tournoi final du championnat universitaire NCAA. Il est le frère du joueur de basket-ball Jannero Pargo.
Lors de cette dernière année 2009, Pargo participe à la National Basketball Association Summer League de Las Vegas en tant que membre des Detroit Pistons avec son ancien coéquipier Austin Daye. Auparavant, il participe à la Orlando Summer League organisée par le Magic d'Orlando.
Pour sa première saison professionnelle, il joue pour le club israélien de l'Hapoël Galil Elyon où il présente des moyennes de 14,1 points, 2,9 rebonds, 4,5 passes et 2,7 pertes de balle par match. En 2010, il remporte le championnat israélien de basket-ball de première division.
Lors de la saison estivale, Pargo participe de nouveau à la ligue d'été d'Orlando pour les Bobcats de Charlotte, puis à la NBA Summer League de Las Vegas, cette fois en tant que membre des Timberwolves du Minnesota.
Le 26 août 2010, Jeremy Pargo signe un contrat de un an avec le club israélien du Maccabi Tel Aviv en remplacement de Mikhail Torrance qui souffre d'un problème cardiaque. Il remporte la coupe et le championnat d'Israël.
Le 11 décembre 2011, Jeremy Pargo signe un contrat de un an avec le club du Memphis Grizzlies. En juin 2013, il signe un contrat avec le CSKA Moscou.
En juillet 2014, Pargo retourne au Maccabi Tel-Aviv avec lequel il signe un contrat de 2 ans.
En avril 2018, Pargo retourne au Maccabi Tel-Aviv avec un contrat qui court jusqu'à la fin de la saison 2017-2018 et en juillet, le Maccabi et Pargo signent un nouveau contrat pour la saison 2018-2019.

## Palmarès
- Vainqueur de la ligue Ha'al avec l'Hapoël Galil Elyon en 2009-2010 et avec le Maccabi Tel-Aviv en 2010-2011[1] et en 2017-2018 avec le Maccabi Tel-Aviv
- 2011 : Vainqueur de la coupe d'Israël avec Maccabi Tel-Aviv[1].
- Champion d'Israël : 2019
- 3e place au championnat des Amériques 2022

### Distinction personnelle
- Nommé dans le deuxième meilleur cinq majeur de l'Euroligue en 2011.